# Lefty in the Right
『Lefty in the Right』(レフティ・イン・ザ・ライト)はL⇔Rの1枚目のオリジナルアルバム。

## 概要
- サブタイトルは「左利きの真実」。
- アルバム・タイトルがLとRで始まる縛りは、本作から「Let me Roll it!」まで続く。
- 今作のレコーディング時より嶺川貴子がメンバーとして正式に加わっている。
- 付属のブックレットには「Lazy Girl」「7 Voices」「Holdin'Out[You & Me together] ホワッツ・ラブ」「Love is real? 想像の産物[version]」の4曲の楽譜が掲載されている。楽譜の内容はメロディーパートとコードネームのみである。
- デビューアルバム『L』と及びプロモーション盤『R』に収録されたものと曲かぶりが多いが、前者はアレンジを変えた別バージョンに、後者はモノラル音源であったためステレオ音源へと変更されるなどの変化が付けられている。

## 収録曲
1. Lazy Girl (3:46)
作詞:黒沢健一、作曲:黒沢健一
2. 7 Voice (2:46)
作詞:黒沢健一、作曲:黒沢健一
3. Bye Bye Popsicle 一度だけのNO.1[version] (3:41)
作詞:黒沢健一・黒沢秀樹、作曲:黒沢健一・黒沢秀樹
4. Holdin'Out[You & Me together] ホワッツ・ラブ (4:14)
作詞:L⇔R、作曲:L⇔R
5. Love is real? 想像の産物[version] (5:18)
作詞:黒沢健一、作曲:黒沢健一
6. Motion Picture (3:18)
作詞:Brian Peck、作曲:黒沢健一
7. I Can't Say Anymore (3:26)
作詞:黒沢秀樹、作曲:黒沢健一
8. PACKAGE…I missed my natural[ALTERNATE MIX] (3:19)
作詞:黒沢秀樹、作曲:黒沢健一
9. With Lots of Love Signed All of Us (0:29)
作詞:黒沢健一、作曲：黒沢健一
10. [Fresh Air For My]Dounut Dreams (5:24)
作詞：黒沢健一、作曲：黒沢健一・黒沢秀樹

## クレジット
1. PRODUCED BY DAIJI OKAI[DOUBLE DARE CO.]
2. 全録音とミックス:HIDEO NISHI
3. ORCHESTRATION AND ADD. ARRANGEMENTS BY
遠山裕
岡井大二
4. CHORUS
Brian Peck
Mikiko M. Ohuchi
5. SAXOPHONE
Yoshiyuki Kawaguchi